# Louis Crépin

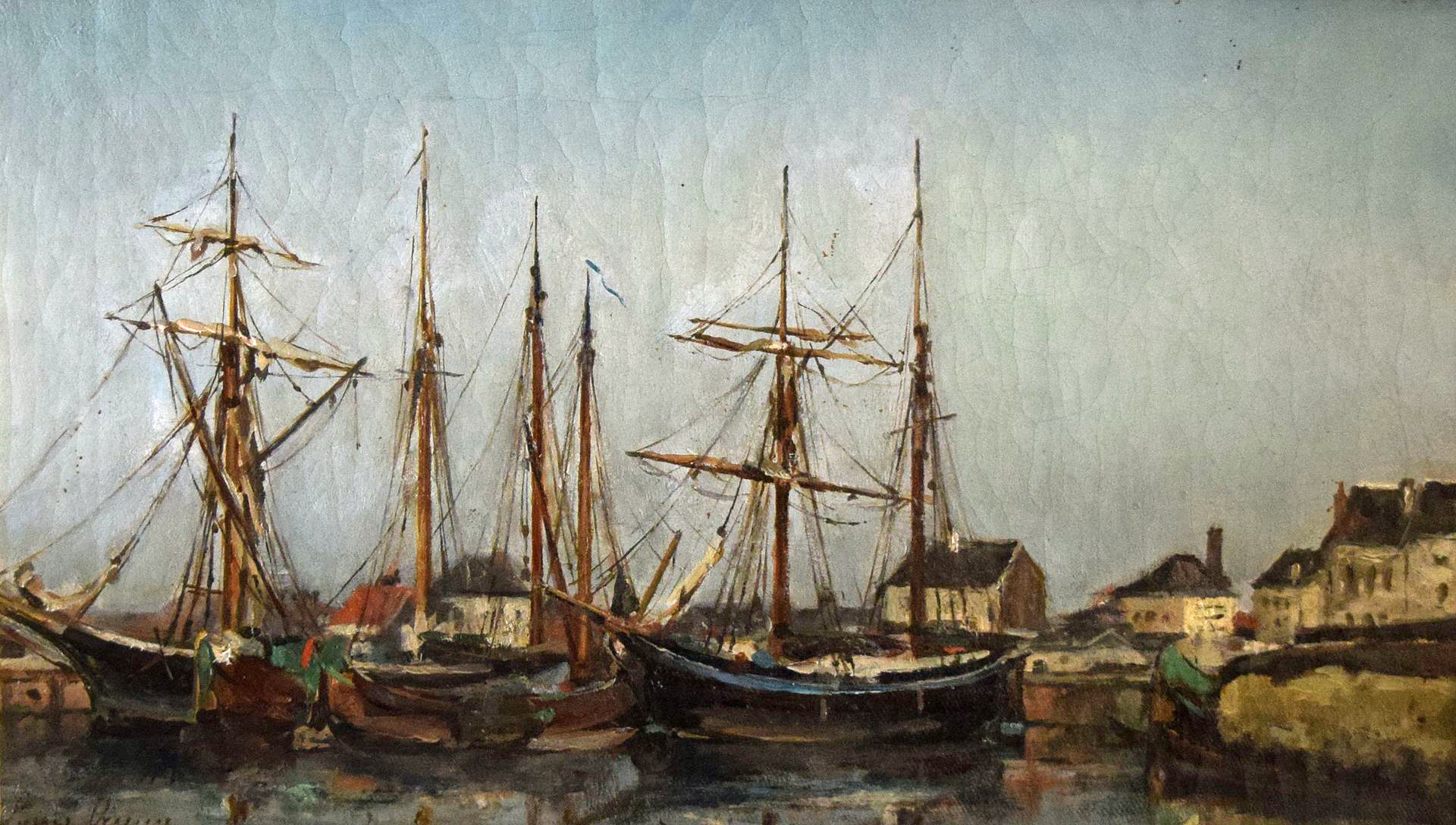
Le port

 Louis Joseph Désiré Crépin (Fives - 24 février 1828 - Bruxelles - 17 juillet 1887) est un peintre franco-belge spécialisé dans les paysages.

## Peintre et sculpteur
Louis Crépin nait le 24 février 1828 à Fives quartier populaire de Lille où son père est charpentier.
De 1842 à 1851 il est élève de l'Académie des Beaux-Arts de Bruxelles avec comme professeur Van der Haert qui lui enseigne la sculpture, la peinture et la gravure,. À Paris où il se perfectionne, il suit les conseils d'Eugène Boudin qui l'influencera pour la place accordée à ses ciels, et rencontre Rodin. Louis Crépin est représentatif de la transition entre l'École de Tervueren et l'impressionnisme. Sculpteur au début de sa carrière et ami de Godebski, ils décorent ensemble la villa du violoncelliste Adrien-François Servais à Hal. Mais la peinture prend à partir de 1863 le dessus dans son œuvre. 
En 1868 il est membre fondateur de la Société libre des Beaux-Arts, et intègre la Colonie d'Anseremme avec Félicien Rops, Émile Verhaeren et d'autres artistes belges et français. 
Il présente en 1881, à l'exposition générale des beaux-arts de Bruxelles, une vue des environs d'Ohoin No 157 du catalogue. 
Il meurt le 17 juillet 1887 à Etterbeek où il habite au 110 avenue d'Auderghem. Sa femme Marie qu'il a épousée le 21 octobre 1861 après plusieurs années de vie commune y décède le 8 mai 1901. 
Une première vente d'Atelier a lieu le 18 novembre 1889  à la galerie Fievez de Bruxelles et une seconde le 15 mars 1899. 
Signe : Louis Crépin

## Œuvres répertoriées
Exposition de l'Art Belge, à Bruxelles, du 15 juillet au 2 novembre 1905 :
- No 225 Vue de Hal
- No 226 Canal de Bruxelles
- No 227 Le Canal au Marly

Bruxelles: Musée Charlier (donation Jean de Heinzelin de Braucourt) 
- Paysage d'hiver sur Charlier museum.be
- Quai aux briques sur flickr.

Ixelles: Musée des beaux-arts
- dunes de Campine sur flickr

Collection Mineur
- Panorama du bas d'Ixelles huile sur papier marouflée sur carton.